# Von ganzem Herzen (2009)
Von ganzem Herzen ist ein deutscher Fernsehfilm aus dem Jahr 2009. Die Beziehungskomödie nach Art einer Screwball-Comedy mit Gudrun Landgrebe und Christian Kohlund in den Hauptrollen wurde am 20. März 2009 erstmals in der ARD ausgestrahlt.

## Handlung
Die erfolgreiche Kardiologin Dr. Dr. Hannah Blacher und der Bestsellerautor Arthur Chalimar entwickeln bereits bei ihrer ersten Begegnung auf dem Baden-Badener Flughafen eine gegenseitige Antipathie. Hannah Blacher besucht einen Ärztekongress und hat Aussicht auf den Posten als Chefärztin einer neuen Klinik. Chalimar muss ein neues Buch schreiben, ihm fehlen jedoch die Ideen. Zufälligerweise belegen die beiden bei ihrem Aufenthalt in Baden-Baden benachbarte Hotelzimmer mit einem gemeinsamen Balkon. Hannahs Tochter Luisa ist mit ihrem Freund Jerome ebenfalls vor Ort, um mit allen Mitteln ein Interview mit dem öffentlichkeitsscheuen Chalimar zu ergattern. Ihrer Mutter verheimlicht sie, dass sie ihr Medizinstudium aufgegeben hat, um Journalistin zu werden. Zwischen den gegensätzlichen Hauptfiguren – der pedantischen Kardiologin Hannah und dem lässigen Schriftsteller Chalimar – entwickelt sich ein Kleinkrieg, der Hannahs Karrierechancen und Chalimars neuen Roman gefährdet.
Chalimar ist zunehmend von Hannah künstlerisch fasziniert. Er kommt auf die Idee, sie als Inspirationsquelle für sein Buch zu nutzen. Luisas Interesse an ihm nutzt er, um mehr über ihre Mutter zu erfahren. Eine Annäherung zwischen Chalimar und Hannah ist nur von kurzer Dauer, denn sie erfährt, dass sie als Die Drachenfrau die Titelfigur seines Romans werden soll. Ihr wichtiger Vortrag vor dem Ärztekongress scheitert durch Chalimars Änderungen am Text, und Hannah reist ab. Auch Chalimars Roman wird nicht rechtzeitig fertig, seine Verlegerin lässt ihn fallen. Chalimar nimmt zu Luisa in Stuttgart Kontakt auf, die mit großem Erfolg zur Verlegerin seines Buchs über die Die Drachenfrau, „die große Liebe seines Lebens“, wird. Als Hannah eines Tages am Stuttgarter Flughafen eintrifft, erfährt sie, dass Chalimar in der Stadt eine Lesung hält. Sie besucht die Veranstaltung, schließlich kommt es zum innigen Kuss der beiden Protagonisten, die „ab jetzt den gleichen Weg“ haben.

## Hintergrund
Die Askania Media Filmproduktion und Maran Film produzierten den Film für ARD Degeto und Das Erste. Gedreht wurde im April und Mai 2008 hauptsächlich an realen Schauplätzen in Baden-Baden und Umgebung sowie in Stuttgart. Zu sehen sind der Flughafen Karlsruhe/Baden-Baden, das Hotel Europäischer Hof, die Trinkhalle Baden-Baden, das Kongresshaus, die Parkanlagen der Lichtentaler Allee vor dem Museum Frieder Burda, die Kurhaus-Kolonnaden in Baden-Baden und der Flughafen Stuttgart. Die laut Drehbuch in Stuttgart spielende Schlussszene in einer Buchhandlung wurde ebenfalls in Baden-Baden gedreht. Der Ausflug in die Natur führt unterhalb der Hornisgrinde zu einem Ausblick in die Vorbergzone bei Kappelrodeck und in die Oberrheinebene.
Bei der Erstausstrahlung erreichte Von ganzem Herzen mit 5,1 Mio. Zuschauern einen Marktanteil von 16,5 % und Platz zwei in der Tageswertung. Bei den 14- bis 49-Jährigen waren 0,76 Mio. Zuschauer und ein Marktanteil von 6,6 % zu verzeichnen.

## Kritiken
Laut TV Spielfilm bietet Von ganzem Herzen „trotz kleiner Aussetzer ein flottes Vergnügen“ und „nette[n] Spaß mit Anleihen bei Screwballklassikern“. Kino.de meint, Landgrebe und Kohlund spielten ihre Rollen „nicht anders als andere Rollen“ und die Kombination der beiden als abweisende Ärztin und ungehobelter Schriftsteller, die beide sehr ichbezogen sind, funktioniere. Kürtens Regie sei jedoch „insgesamt etwas zu betulich“.